# Phyllachora guatteriae
Phyllachora guatteriae är en svampart som beskrevs av Cooke 1885. Phyllachora guatteriae ingår i släktet Phyllachora och familjen Phyllachoraceae.   Inga underarter finns listade i Catalogue of Life.